# Пыбья
Пы́бья — село в Балезинском районе Удмуртии. Административный центр Пыбьинского сельского поселения.

## География
Село расположено на северо-востоке республики на расстоянии примерно в 6 километрах по прямой к западу от районного центра Балезина.
Часовой пояс
Село Пыбья как и вся Удмуртия, находится в часовой зоне МСК+1. Смещение применяемого времени относительно UTC составляет +4:00.

## Население
| 2010 | 2012 | 2014 |
| ---- | ---- | ---- |
| 467  | ↘455 | ↗511 |

Национальный состав
Согласно результатам переписи 2002 года, в национальной структуре населения удмурты составляли 97 % из 482 чел..